# 42e bataillon de chasseurs à pied
Pour les articles homonymes, voir 42e bataillon.
Le 42e bataillon de chasseurs à pied (42e BCP) est une unité de chasseurs à pied de l'Armée de terre française. Bataillon de réserve, il combat lors de la Première Guerre mondiale et de la Seconde Guerre mondiale.

## Création et différentes dénominations
- 2 août 1914 : formation du 42e bataillon de chasseurs à pied, à Troyes, à partir du 2e BCP[1]
- 1er avril 1919 : Dissolution
- 1939 : Recréation du 42e bataillon de chasseurs à pied, à Dole, comme bataillon de réserve de série A[2]
- 1940 : Dissolution

## La Première Guerre mondiale

### Rattachement
Le bataillon est rattaché à la 139e brigade de la 70e division d'infanterie d'août 1914 à mars 1917, puis passe sous le commandement direct de l'infanterie divisionnaire de la 70e DI.

### Historique
- Certaines informations devraient être mieux reliées aux sources mentionnées dans la bibliographie ou les liens externes. Améliorez sa vérifiabilité en les associant par des références. (Marqué depuis mars 2021)
- Elle contient une ou plusieurs listes. Le texte gagnerait à être rédigé sous la forme d’un ou plusieurs paragraphes synthétiques, afin d’être plus agréable à lire. (Marqué depuis mars 2021)

#### 1914
- Bataille des Frontières : Einville (1 sept.), Réméréville, Courbesseaux, Forêt de Champenoux (13 septembre), Grand Couronné
- Course à la mer : Vimy, Souchez, bois de Berthonval (Mont-Saint-Éloi, début oct)

#### 1915
- Bataille de l'Artois: Carency, Souchez, Cote 140, Côte 119 (9 mai)
- Opérations en Artois : bois de Givenchy-en-Gohelle, Cinq-Chemins (25 septembre)

#### 1916
- Bataille de Verdun : Ouest de Douaumont (22 mars - 2 avril), Remenauville
- Bataille de la Somme : Ommiécourt (5 septembre), Bois des Berlingots (12 septembre), la Maisonnette, Biaches, Cléry

#### 1917
- Aisne : Le Chemin des Dames
- Alsace

#### 1918
- Assainvilliers
- Oise
- Flandre belge

#### 1919
Le bataillon est dissous le 1er avril 1919.

## La Seconde Guerre mondiale
Le 42e BCP est recréé à Dole (Jura) à la mobilisation de 1939. Il est rattaché à la 23e demi-brigade de chasseurs à pied de la 47e division d'infanterie.
Il combat au sein de sa division pendant la bataille de France, en particulier à Armancourt (Somme) le 7 juin 1940.

## Insigne du42ebataillonde chasseurs à pied
L'insigne présente un cor portant les chiffres 42 sur le pavillon, chargé une tête de lion vue de face, en référence au lion des armoiries de la Franche-Comté, repris sur le blason de la ville de Dole.

## Fanion du bataillon et décorations
Comme tous les autres bataillons de chasseurs ou groupes de chasseurs, il ne dispose pas de son propre drapeau.
Le bataillon est cité à l'ordre de la division dès le 11 octobre 1914, à l'ordre du corps d'armée le 18 mai 1918. Cité à l'ordre de l'armée le 24 novembre 1918, le bataillon obtient également la fourragère aux couleurs de la croix de guerre 1914-1918. Il est cité une seconde fois à l'ordre de l'armée le 15 décembre 1918.

## Personnalités ayant servi au42eBCP
- Marie Marvingt, femme soldat sous le nom (masculin) de Beaulieu

### Sources et bibliographie
- Historique du 42e bataillon de chasseurs à pied : campagne 1914-1918, Paris, Librairie Chapelot, 1920, 15 p. (lire en ligne)

- Jacques Despéaux, Historique de la 23e demi-brigade de chasseurs à pied (42e, 44e et 71e BCP) et de sa compagnie d’engin, 1948, 116 p. (ASIN B0014XEBMA).